# Horst Zander (Generalleutnant)
Horst Zander (* 9. Januar 1929 in Röbel/Müritz; † 24. Juli 2023) war ein Generalleutnant der Nationalen Volksarmee der DDR.

## Leben
Als Sohn eines Landarbeiters wurde Zander in Röbel/Mecklenburg-Schwerin geboren und erlernte den Beruf eines Molkereigehilfen/-facharbeiters. 1952 wurde er Mitglied der SED und besuchte 1952 bis 1953 einen Sonderlehrgang in der UdSSR. Hierauf folgten Verwendungen bei der Pz.-Offz.-Schule der DDR sowie 1958 bis 1959 eine Verwendung als Stellvertretender Kommandeur des Panzerregiments 8. Nachdem er 1962 bis 1965 Offiziershörer der Militärakademie „Friedrich Engels“ war, wurde er direkt hierauf Kommandeur des Panzerregiments 8, bis er von 1969 bis 1971 die Generalstabsakademie der UdSSR besuchte.
Von 1974 bis 1978 war er Kommandeur der 1. Mot.-Schützen-Division und wurde auf diesem Posten zum 7. Oktober 1977 zum Generalmajor ernannt. 1978 wurde er in das Kommando Landstreitkräfte (Kdo LaSK) versetzt und diente dort bis 1983 als Stellvertreter des Chefs LaSK und Chef der Rückwärtigen Dienste. Ebenfalls im Kdo LaSK diente er von 1983 bis 1990 als Stv. Chef LaSK und Chef Technik/Bewaffnung. Er wurde am 28. Februar 1990 aus dem aktiven Dienst entlassen.